# Meltem Hocaoğlu
Meltem Hocaoğlu Akyol, née le 15 janvier 1992 à Istanbul, est une karatéka turque.

## Palmarès

### Championnats du monde
- Médaille de bronze en kumite par équipes en 2014 à Brême[1]
- Médaille de bronze en kumite par équipes en 2012 à Paris

### Championnats d'Europe
- Médaille d'or en kumite des plus de 68 kg en 2021 à Poreč
- Médaille d'or en kumite par équipes en 2014 à Tampere
- Médaille d'or en kumite par équipes en 2012 à Adeje
- Médaille d'argent en kumite par équipes en 2021 à Poreč
- Médaille d'argent en kumite par équipes en 2019 à Guadalajara
- Médaille d'argent en kumite des plus de 68 kg en 2017 à Izmit
- Médaille d'argent en kumite des plus de 68 kg en 2015 à Istanbul
- Médaille de bronze en kumite des plus de 68 kg en 2019 à Guadalajara
- Médaille de bronze en kumite des plus de 68 kg en 2012 à Adeje

### Jeux européens
- Médaille d'or en kumite des plus de 68 kg en 2019 à Minsk
- Médaille d'or en kumite des plus de 68 kg en 2015 à Bakou

### Jeux de la solidarité islamique
- Médaille d'or en kumite des plus de 68 kg en 2017 à Bakou
- Médaille d'or en kumite des plus de 68 kg en 2021 à Konya

### Jeux méditerranéens
- Médaille d'or en kumite des plus de 68 kg en 2013 à Mersin[2]
- Médaille de bronze en kumite des plus de 68 kg en 2022 à Oran
- Médaille de bronze en kumite des plus de 68 kg en 2018 à Tarragone